# Edmund Aloysius Walsh

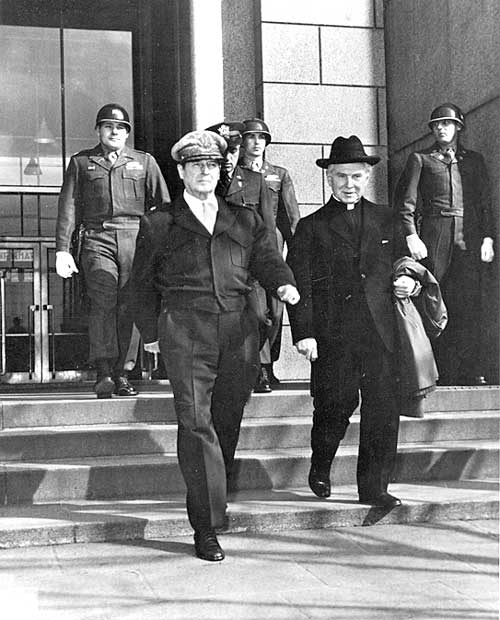
Pater Walsh mit General Douglas MacArthur in Tokio (1948)

Edmund Aloysius Walsh SJ (* 10. Oktober 1885 in South Boston, Massachusetts; † 31. Oktober 1956) war Professor für Geopolitik und Gründer und erster Regent der Georgetown University School of Foreign Service, die er im Jahre 1919 gründete, sechs Jahre bevor der United States Foreign Service selbst existierte.

## Leben
Walsh trat 1902 den Jesuiten bei und wurde am 28. Juni 1916 zum Priester geweiht. Er machte seinen Abschluss am Woodstock College in Maryland.
Er leitete die päpstliche Hungerhilfskomitee-Mission in Russland im Jahr 1922, die auch erfolgreich war bei der Sicherung für den Vatikan der Reliquien Andreas Bobolas  (sie wurden tatsächlich von Walshs Assistentdirektor, Louis J. Gallagher, nach Rom transportiert, der später Bücher über Walsh und Bobola schrieb).
Später arbeitete Walsh im Namen des Vatikans daran, die langjährigen Probleme zwischen Kirche und Staat in Mexiko im Jahre 1929 zu lösen. Er verhandelte später mit der irakischen Regierung, um ein amerikanisches College in Bagdad (im Jahre 1931) zu gründen.
Nach dem Sieg der Alliierten im Zweiten Weltkrieg diente Walsh als Berater der US Chief of Counsel bei den Nürnberger Prozessen. Während dieser Aufgabe verhörte er den deutschen Geopolitiker Karl Haushofer, um festzustellen, ob man diesen wegen Kriegsverbrechen vor Gericht stellen sollte. Schließlich befand er, Generalmajor Haushofer solle nicht vor Gericht kommen.
Walsh war ein entschiedener Antikommunist; es wird behauptet, dass er der erste war, der Senator Joseph McCarthy vorschlug, den Antikommunismus zu schüren, um politische Bedeutung zu erlangen. Walsh förderte während seiner gesamten Karriere kräftig antikommunistisches Gedankengut.

## Vermächtnis
Präsident Dwight D. Eisenhower sandte einen Brief an die Georgetown University, als Pater Walsh 1956 starb:

„Der Tod von Pater Walsh ist ein schwerer Verlust für die Gesellschaft, in der er so vielen Jahren diente, in dem pädagogischen und religiösen Lebens der Vereinigten Staaten und für die freien Menschen der westlichen Welt. Seit vier Jahrzehnten war er ein kräftiger und inspirierende Vorkämpfer der Freiheit für die Menschheit und der Unabhängigkeit für die Völker ... bei jedem Ruf zur Pflicht, wurden all seine Energie von Führung und Weisheit der Rates in den Dienst der Vereinigten Staaten gestellt.“

Walshs offensichtlichste Vermächtnis ist die Schule, die er gründete, die zu einem Inkubator der Führung der Vereinigten Staaten und der Welt wurde. Absolventen der Schule waren US-Präsident Bill Clinton und CIA-Direktor George Tenet, AFL-CIO-Präsident Lane Kirkland und der Erzbischof von New York, John Joseph Kardinal O’Connor. Staatsoberhäupter unterrichtete er, inklusive König Abdullah II. von Jordanien und Gloria Macapagal-Arroyo der Philippinen.
Die Schule war auch die Heimat legendärer Mitglieder des Lehrkörpers einschließlich der Historiker Carroll Quigley und Jules Davids, des Politikwissenschaftlers und Helden des Zweiten Weltkrieges Jan Karski, und der Außenministerin Madeleine Albright.